# Le Plessis-Trévise
Le Plessis-Trévise is een gemeente in het Franse departement Val-de-Marne (regio Île-de-France) en telt 18.503 inwoners (2008). De plaats maakt deel uit van het arrondissement Nogent-sur-Marne.

## Geografie
De oppervlakte van Le Plessis-Trévise bedraagt 4,3 km², de bevolkingsdichtheid is 3873,5 inwoners per km².
De onderstaande kaart toont de ligging van Le Plessis-Trévise met de belangrijkste infrastructuur en aangrenzende gemeenten.

## Demografie
Onderstaande figuur toont het verloop van het inwonertal (bron: INSEE-tellingen).